# Fanny Jensen
Fanny Haraldine Alfrida Jensen, född Andersen 11 oktober 1890 i Horsens, död 9 december 1969 i Odense, var en dansk socialdemokratisk politiker. Hon var ordförande av fackföreningen Kvindeligt Arbejderforbund (KAD) 1937–1947, folketingsledamot 1947–1953 och minister utan portfölj 1947–1950. Hon var Danmarks andra kvinnliga minister efter Nina Bang, som var utbildningsminister 1924–1926.

## Biografi
Fanny Jensen var dotter till chauffören Niels Peter Andersen (1855–1921) och Ane Petersen (1861–1939). Hemmet var socialdemokratiskt och Jensen engagerade från 18 års ålder i partiet. Efter konfirmationen arbetade hon som tjänsteflicka tills hon blev gift 1909 med målarmästaren Carl Victor Jensen. Tillsammans fick de dottern Edith Margrethe, som föddes samma år. Fanny Jensen blev anställd på Emil Møllers Telefonfabrikker i Horsens 1911 och engagerade sig fackligt i Kvindeligt Arbejderforbund (KAD). Redan året därpå blev hon ordförande av förbundets avdelning i Horsens (1912–1935) och ingick från 1915 i KAD:s förbundsstyrelse och verkställande utskott. Hon var även ledamot i de verkställande utskotten för De samvirkende Fagforbund (Idag LO) och Arbejderbevægelsens Erhvervsråd. Hon representerade den förra i Arbejdsrådet (1925–1931), ett rådgivande organ underställt det danska socialdepartementet.
Jensen flyttade till Köpenhamn 1935 för att bli förbundssekreterare för KAD. Hon var också förbundets vice ordförande och stod förbundsordförande Alvilda Andersen nära. Då Andersen avled 1937 utsågs Jensen till hennes efterträdare som förbundsordförande, en befattning hon innehade till 1947. Som följd av detta blev hon också ledamot i De samvirkende Fagforbunds verkställande utskott (1940–1947). Hon var även ledamot i Arbejds- og Forligsnævnet, Danmarks motsvarighet till Arbetsdomstolen, från 1939. Bland de frågor hon arbetade för var lika löner och lönetillägg mellan könen.
Jensen engagerade sig politiskt i Socialdemokratiet och var ledamot i Horsens stadsfullmäktige (1921–1925 och 1929–1931). Efter flytten till Köpenhamn 1935 var hon socialdemokratisk ledamot i Köpenhamns kommunfullmäktige (Borgerrepræsentationen) 1943–1947. Hon lämnade detta uppdrag i samband med att hon blev invald i Folketinget 1947. Samma år utsågs hon till minister utan portfölj med ”särskild betoning på hemmens, hushållningens och barnens intressen inom sociala och försörjningsmässiga områden och på självförsörjande kvinnors intressen” i Hans Hedtofts regering. Det innebar även att hon var konsultativ minister för arbetsmarknadsdepartementet och handelsdepartementet. Hon saknade dock som minister egen rätt att lägga fram lagförslag. Hon lyckades dock få igenom ett införande av barnbidrag och en ordning med s.k. husmodersavlösning, en form av hemhjälp som erbjöds hemmafruar som drabbats av t.ex. sjukdom. Hon engagerade sig även i frågan om rätten till abort, som hon var en förespråkare för. Vid regeringsombildningen 1950 bad hon själv om avsked från sin ministerpost, då hon ansåg att hon saknade tillräckliga befogenheter. Hon fortsatte som ordinarie folketingsledamot till 1953.
Jensen engagerade sig även kvinnopolitiskt och deltog bl.a. i Associated Country Women of the Worlds världskongress 1950.